# یواس‌اس راکوال (ای‌پی‌ای-۲۳۰)
یواس‌اس راکوال (ای‌پی‌ای-۲۳۰) (به انگلیسی: USS Rockwall (APA-230)) یک کشتی بود که طول آن ۴۵۵ فوت (۱۳۹ متر) بود. این کشتی در سال ۱۹۴۴ ساخته شد.